# Otto Liebel
Otto Karl Liebel (* 15. November 1891; † nicht ermittelt) war ein nationalsozialistischer Funktionär. Er war SA-Führer und Generalluftschutzführer.

## Leben und Wirken
Zum 30. Januar 1937 wurde Liebel zum SA-Brigadeführer ernannt. Als solcher war er Stabsführer der SA-Gruppe Franken in Nürnberg. Mit Wirkung vom 1. April 1938 erfolgte seine Ernennung zum Führer der Landesgruppe Württemberg-Baden des Reichsluftschutzbundes. 1940 trug er den Titel Generalluftschutzführer.